# Robin of Sherwood
Pour les articles homonymes, voir Robin Hood et Robin des Bois (homonymie).
Robin of Sherwood, rebaptisé Robin Hood aux États-Unis, est une série télévisée britannique en 26 épisodes de 60 minutes créée par Richard Carpenter basée sur la légende de Robin des Bois, produite par HTV en association avec Goldcrest, et diffusée du 28 avril 1984 au 28 juin 1986 sur le réseau ITV.
La série fut diffusée en Belgique et au Luxembourg en 1985 et y connut un énorme succès; elle fut aussi diffusée sur Canal+ à ses débuts en 1984, et sur le réseau national de télévision italien RAI. 

## Synopsis
Robin of Sherwood combine un certain nombre d'éléments historiques ou païens comme les rites druidiques par exemple.
Robin a été choisi par le druide Herne le Chasseur au début de la série pour protéger la forêt de Sherwood des Normands.

## Distribution
- Michael Praed (en) : Robin de Sherwood ou Robin de Loxley dans la première saison et la deuxième saison.
- Jason Connery : Robert d'Huntingdon, dans la troisième saison. Choisi par Herne le chasseur (le druide de la première saison) pour succéder à Robin de Loxley
- Judi Trott (en) : Lady Marion
- Peter Llewellyn Williams : Much
- Ray Winstone : Will Scarlet
- Clive Mantle : Petit Jean
- Phil Rose : Frere Tuck
- Mark Ryan : Nasir, le Sarrazin
- Robert Addie : Guy de Gisbourne
- Nickolas Grace (en) : Le Sheriff de Nottingham (Robert de Rainault)

## Épisodes

### Première saison (1984)
1. titre français inconnu (Robin Hood and the Sorcerer (Part 1))
2. titre français inconnu (Robin Hood and the Sorcerer (Part 2))
3. titre français inconnu (The Witch of Elsdon	Ian Sharp)
4. titre français inconnu (Seven Poor Knights From Acre)
5. titre français inconnu (Alan A Dale	Ian Sharp)
6. titre français inconnu (The King's Fool)

### Deuxième saison (1985)
1. titre français inconnu (The Prophecy)
2. titre français inconnu (The Children of Israel)
3. titre français inconnu (Lord of the Trees)
4. titre français inconnu (The Enchantment)
5. titre français inconnu (The Swords of Wayland (Part 1))
6. titre français inconnu (The Swords of Wayland (Part 2))
7. titre français inconnu (The Greatest Enemy)

### Troisième saison (1986)
1. titre français inconnu (Herne's Son (Part 1))
2. titre français inconnu (Herne's Son (Part 2))
3. titre français inconnu (The Power of Albion	Gerry Mill)
4. titre français inconnu (The Inheritance)
5. titre français inconnu (The Cross of St. Ciricus)
6. titre français inconnu (The Sheriff of Nottingham)
7. titre français inconnu (Cromm Cruac)
8. titre français inconnu (The Betrayal)
9. titre français inconnu (Adam Bell)
10. titre français inconnu (The Pretender)
11. titre français inconnu (Rutterkin)
12. titre français inconnu (The Time of the Wolf (Part 1))
13. titre français inconnu (The Time of the Wolf (Part 2))